# 葦高
葦高（あしたか）は、倉敷市倉敷にある地域である。
現在の葦高小学校区にあたる。

## 概要
倉敷市立葦高小学校区とほぼ一致するエリアであるが、旧・窪屋郡葦高村（あしたかそん）とは異なる範囲である。現在の葦高は、かつて葦高村であった部分が多いものの、葦高村より狭いエリアで、また当時は隣接地域だったエリアも一部含んでいる。
該当する大字は、笹沖（ただし国道2号線以北は大高エリアとされる）・吉岡・堀南・浦田である。おおむね旧大高村を学区とする大高小学校区である大高の一部であったが、人口増加のため新たに葦高小学校が新設され、大高南東に当たる当地域が分離された。
元々一帯は倉敷市中心市街地南方の農業地帯であったが、国道2号線バイパスや倉敷市道古城池線をはじめとする道路網が整備されたため、郊外型の商業地・住宅地として開発がなされ、人口・店舗・企業・交通量等が大幅に増加し、大きく変貌した。
なお、浦田地区は備前国となるため、当エリアは備中・備前両国に跨っている。

## 歴史
古来、当エリアは「吉備の穴海」と呼ばれる海域であった。現在、足高山と呼ばれ当エリアの象徴ともなっている丘は「小竹島」（ささじま）「沖津島」（おきつしま）「足高島」など呼ばれる島であった。そして、当エリア南にある種松山のある丘陵地は備前国児島の北西部であった。
その後、長年の高梁川の土砂の流入などによって徐々に干潮時は干潟化するようになり、元和5年に小竹島の北側を干拓しはじめ新田を開発、後に南側も干拓を行い、寛永6年に完成した。
近世では児島（浦田）と吉岡の間には東西に潮入川があり、かつての藤戸海峡の名残を残し、備前・備中の国境となっていた。近代までに同川は縮小・用水路化し、吉岡川となった。
近代になると、笹沖村・吉岡村は隣接地区とともに窪屋郡葦高村、堀南は同じく大市村（おおいちそん）、浦田は児島郡福田村（ふくだそん）となる。葦高村・大市村が合併して都窪郡大高村（おおたかそん）、浦田は福田町（ふくだちょう）となり、のち両者とも旧倉敷市を経て現行の倉敷市となる。

## 地域

### 笹沖
倉敷市中心市街地から南方に離れた地域で、元は農業地帯であった。
足高山と呼ばれる海抜63メートルほどの独立丘陵があり、この丘と、葦高エリア南部にあたり旧児島の浦田との間は、近世前期まで吉備の穴海という海域で、藤戸海峡が東西に通じていた。
足高山北側は、元和5年に干拓されて新田を開発し、同山南側は寛永6年に開発された。足高山は当時小竹島（ささじま）という島嶼であったため、その沖合を干拓したちであることに由来し笹沖新田と名付けられた。
同山（島）には山上の足高神社に奉仕する神宮寺一山があり、笹沖周辺が開田するまで、当山は窪屋郡白楽市村の飛び地になっていた。
寛文12年、笹沖新田は鴨方藩の立藩とともに同藩主池田氏の所領となり、笹沖村（1340石3斗5升）。
明治になると、同22年6月1日に窪屋郡白楽村他3村と合併、葦高村を新設する。同34年4月1日、葦高・大市両村が合併し、大高村を新設。昭和になると、旧倉敷市を経て、新倉敷市となり、現在に至っている。
足高山の東に太田山という小丘があり、狸の巣穴が多いという逸話が残る。
また、笹沖では江戸時代から続く伝統工芸品である張子虎（倉敷張子）が特産となっている。
現在、足高山すぐ北側を東西に国道2号線バイパスが貫通しており、そのため笹沖を北部と中南部に分断されたような形となり、山社は大高、後者は当葦高の地域に分かれている。

### 吉岡
倉敷市倉敷地域の南部に位置する地区で、葦高地区の南部でもある。地区南端を東西に流れる吉岡川は備中備前国境で、川南は備前国となる。
藤戸海峡が、干拓と東高梁川のつくるデルタ地帯の発達により狭められ、近世はじめに小竹島（足高山）南方の葦原を開墾して新田が徐々に開発された（笹沖新田）。それとほぼ同時期に岡山藩が開墾を行い寛永6年に検地により556石2斗1升と定められ、窪屋郡吉岡村として成立した。寛文12年には、岡山藩支藩の岡山新田藩（鴨方藩）の領有となる。
児島との間には藤戸海峡の名残の潮通し川（入江）が残っていたが、延宝年間に福井村から浦田村の黒山山麓まで堤防が築かれ、現在の吉岡川が出来た。
明治期になると葦高村となり、大高村を経て倉敷町となり、旧倉敷市となり、後に新倉敷市となって現在に至る。
現在、地区中央を南北に倉敷市道駅前古城池霞橋線（倉敷中央通り・古城池線）が通り、さらに北部を東西に岡山県道273号線が通過している。笹沖・堀南とともにロードサイド店舗が幹線道路沿いに立ち並び、かつての米などの栽培が盛んだった農地は住宅地に変わり、人口や交通量が激増した。

### 堀南
足高山の西部に南北に長く広がる地区である。
寛永6年に開墾され、北部を窪屋郡堀川村とし、南部を堀川南部という意味で同郡堀南村と呼び、倉敷支配所の一部となった。その後、両村を合わせて同郡沖新田村とした。
明治になり、沖村（現・倉敷市沖）に編入し、大市村・大高村を経て倉敷市となると当地区（旧沖新田村南部、旧堀南村）は堀南として分割された。
現在、地区北端部を東西に国道2号線岡山バイパス、北東から南西へ斜めに岡山県道274号線旧道（天城街道）、地区西端部を南北に岡山県道274号線新道、地区南部を東西に岡山県道2732号、南端部の浦田との境目を東西に岡山県道275号線がそれぞれ通過している。
これら大型幹線道路が通っているため、ロードサイド店舗が多く立地、住宅地も増加した。

### 浦田
葦高エリア南部、吉岡川の南側で種松山の北麓にあたる東西に長い地域である。
元々は児島という島嶼の北西にあたる児島郡浦田村であった。山を境に南北に集落があり、上浦田・下浦田と呼ばれ、当地は上浦田にあたる。
江戸時代は天城領と天領（倉敷支配所）の相給地であった。
明治期に周辺村と合併し、同郡福田町浦田となる。しかし、昭和5年8月に福田町浦田のうち、吉岡側南岸にあたる地域（倉掛）のみを分割し、倉敷市に編入した。その後、当葦高エリアの一部となる（残りのエリアは、現在の水島の福田町の一部）。
古くは、藤戸海峡の西側にあたり、当地にある黒山には豪族・塩津氏が城を築いた（現在、遺構がある）。
岡山県道22号線岡山県道274号線（新大高街道）とを結ぶ形で、岡山県道275号線が当地を東西に貫いている。
史跡として、平安時代末期の藤戸の戦いの際に配送した平氏の琴捨の藪の伝承地がある。

## 人口・世帯数
平成24年9月末現在。
| 町字 | 世帯数 | 男性人口 | 女性人口 | 総人口 | 備考 |
| 笹沖 | 2697   | 3236     | 3375     | 6611   |      |
| 吉岡 | 580    | 766      | 795      | 1561   |      |
| 堀南 | 1099   | 1486     | 1376     | 2862   |      |
| 浦田 | 149    | 172      | 185      | 357    |      |
| ---- | ------ | -------- | -------- | ------ | ---- |
| 合計 | 4525   | 5660     | 5731     | 11391  |      |

## 郵便番号
全域が倉敷郵便局管区。
- 笹沖 - 710-0834
- 吉岡 - 710-0842
- 堀南 - 710-0841
- 浦田 - 710-0843

## 学区
小学校区
笹沖・堀南の国道2号線以北以外は倉敷市立葦高小学校、国道2号線以北は倉敷市立大高小学校となる。
中学校区
笹沖・堀南の国道2号線以北以外は倉敷市立新田中学校となる。国道2号線以北は倉敷市立南中学校となる。

## 沿革
- 明治22年6月1日 - 窪屋郡笹沖村・吉岡村・西中新田村・白楽市村・老松村が合併し、同郡葦高村を新設。また同郡沖村・安江村・四十瀬村・富井村・福井村が合併し同郡大市村を新設。
- 明治33年4月 - 郡の統合により都窪郡となる。
- 明治34年4月1日 - 葦高村・大市村が合併し、大高村を新設。
- 昭和2年4月1日 - 大高村が倉敷町に編入合併となる。
- 昭和3年4月1日 - 市制施行して倉敷市（旧）となる。
- 昭和43年 - 葦高小学校が開校。大高地域から葦高地域が分離する。
- 昭和47年2月1日 - 旧倉敷市・児島市・玉島市が合併し倉敷市（新）を新設。
- 昭和52年 - 国道2号線岡山バイパス倉敷市新田〜笹沖交差点間の暫定4車線使用開始。
- 昭和53年4月 - 国道2号線岡山バイパス倉敷市笹沖〜同市中島交差点間の側道部の使用開始。
- 昭和58年 - 国道2号線岡山バイパスの大高高架橋が竣工、暫定2車線で使用開始。
- 平成19年 - 国道2号線岡山バイパス倉敷高架4車線化工事が着工する。平成25年全通予定。
- 平成22年3月16日 - 国道2号線岡山バイパス新田中島間の4車線化が竣工。

## 施設
国道2号線以北の地区は、大高地区 (倉敷市)のページを参照。
教育施設
- 倉敷市立葦高小学校 - 笹沖
- 倉敷市立葦高幼稚園 - 堀南
- 岡山県立倉敷南高等学校 - 吉岡

行政施設
- 倉敷市保健所 - 笹沖

郵便局
- 笹沖郵便局 - 笹沖

金融機関
- 中国銀行 - 笹沖
- 玉島信用金庫 - 笹沖
- トマト銀行 - 笹沖

商業施設
- サブリーナタウン - 笹沖
- デオデオ - 笹

名所・史跡等
- 足高山 - 笹沖
- 足高公園 - 笹沖
- 足高神社 - 笹沖

## 備考
中学校は、倉敷市立新田中学校となる。

## 参考サイト
- 倉敷市立葦高小学校